# رودیونوفکا (باشقیرستان)
رودیونوفکا (انگلیسی: Rodionovka, Republic of Bashkortostan) یک شهرک در شهرستان استرلیباشفسکی استان باشقیرستان کشور روسیه است.